# Елечоса-де-лос-Монтес
Елечоса-де-лос-Монтес (ісп. Helechosa de los Montes) — муніципалітет в Іспанії, у складі автономної спільноти Естремадура, у провінції Бадахос. Населення — 721 особа (2010).
Муніципалітет розташований на відстані близько 160 км на південний захід від Мадрида, 180 км на схід від Бадахоса.
На території муніципалітету розташовані такі населені пункти: (дані про населення за 2010 рік)
- Боональ: 86 осіб
- Елечоса-де-лос-Монтес: 635 осіб

## Демографія
Динаміка населення (INE ):